# Lech, Czech y Rus

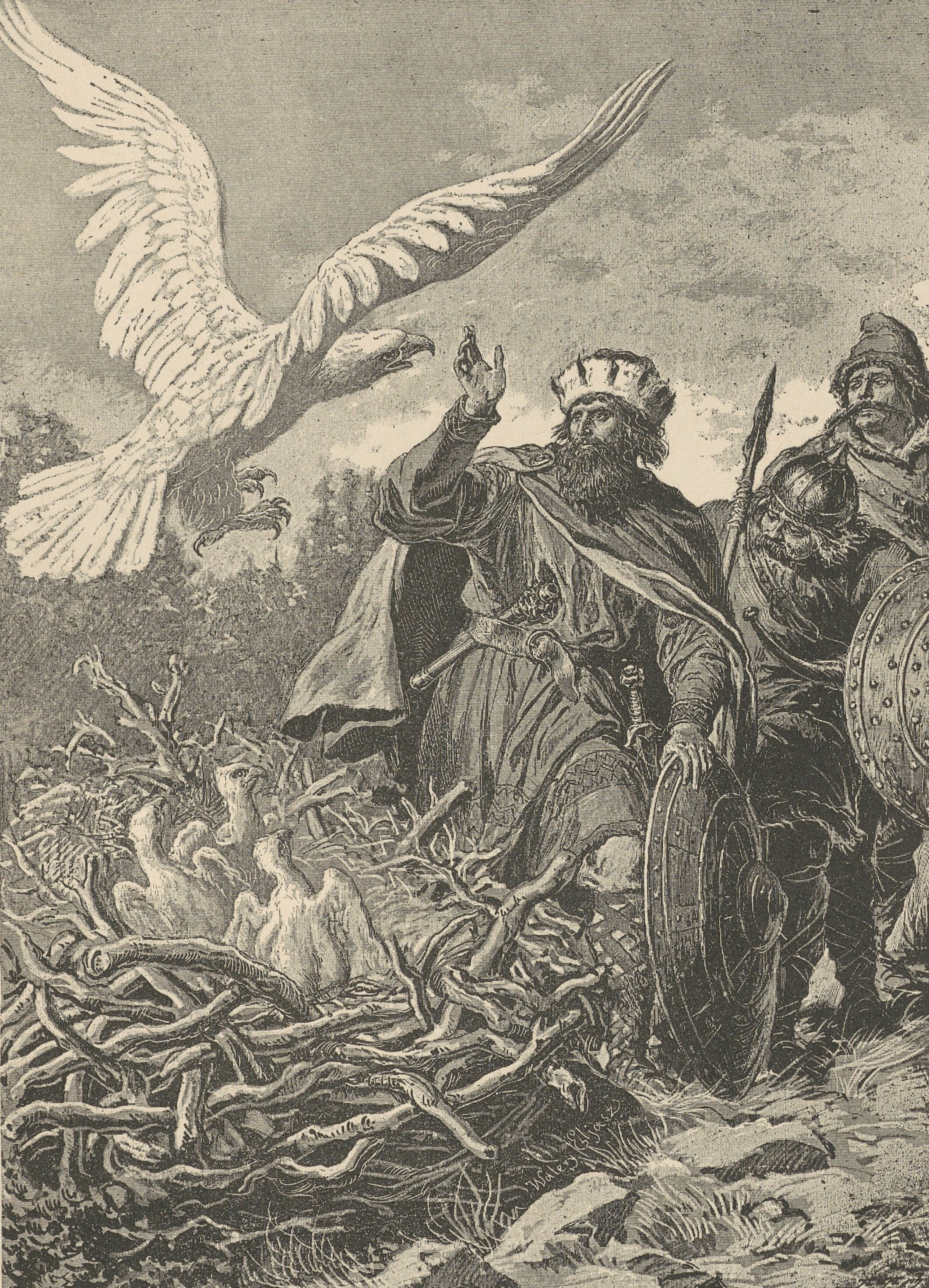
Lech por Walery Eljasz-Radzikowski (1841-1905).

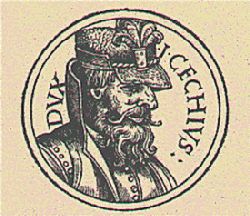
"El Duque Czech".

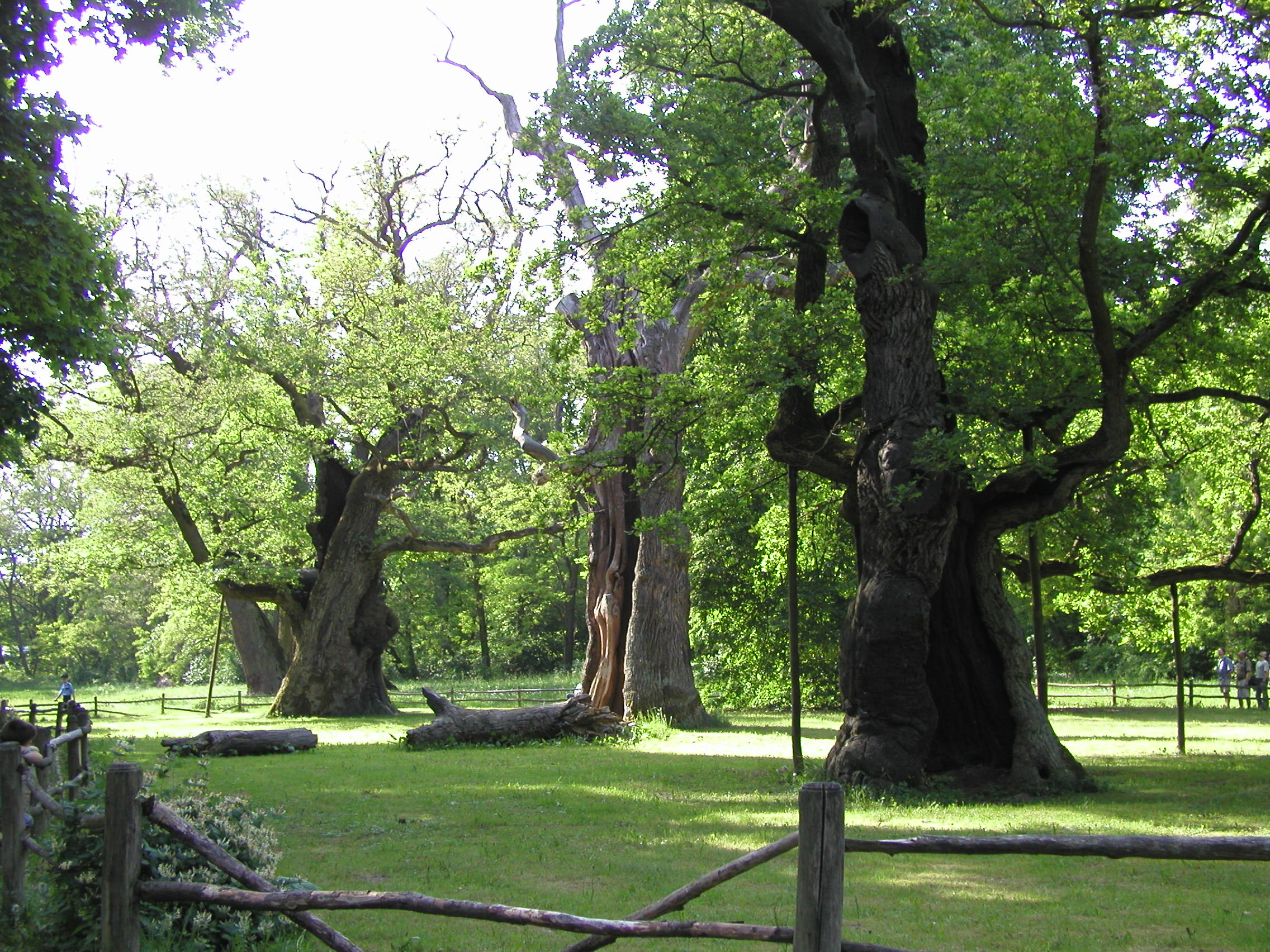
Robles de Lech, Czech y Rus en Rogalin, Polonia.

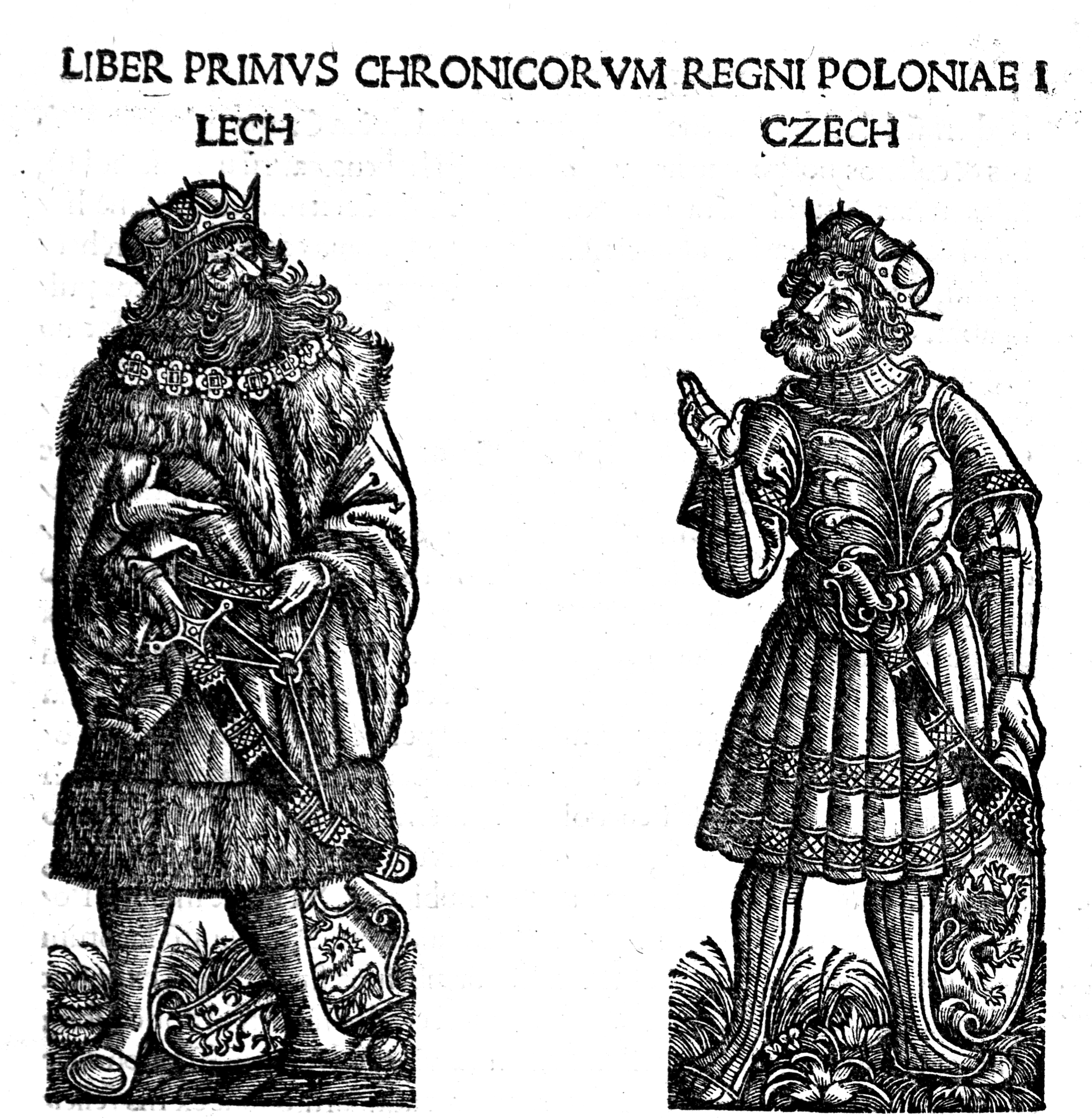
Lech y Czech.

Lech, Czech y Rus son tres hermanos epónimos que según la leyenda fundaron las tres naciones eslavas:
- Polonia, también conocida poéticamente como Lechia.
- Bohemia, Čechy, que es una parte de la actual República checa.
- Rutenia, Rus, cuyos Estados actuales son Rusia, Bielorrusia y Ucrania.

La leyenda se inicia en las montañas de Croacia, a orillas del río Karpin, alrededor del año 500. Allí había dos cerros, Karpin y Psary, y sobre ellos vivían los hermanos paganos eslavos Lech, Czech y Rus, príncipes panonios e hijos de Gana. Tenían otra hermana, Welinda, que, por amor a un jefe enemigo, atrajo al ejército contra los eslavos, que sufrieron una gran derrota.
Enojados, los hermanos mataron a Welinda y abandonan sus castillos para no regresar jamás. Partieron juntos y se separaron después de cruzar el Danubio.
Lech llegó con su grupo a orillas del río Varta y cerca del lago Goplo, donde vivía la tribu eslava de los Polán. Allí vio sobre un árbol un nido de águilas blancas. Decidió instalarse allí y llamó al sitio Gniezno (nido). Se proclamó príncipe de aquel pueblo. Como escudo adoptaron el águila blanca con las alas extendidas en actitud de vuelo sobre el campo rojo, actual escudo de Polonia.
Czech, también escrito como Čech o Praotec Čech, patriarca de la tribu que llevaba su nombre, marchó hacia el oeste. Según la leyenda, al subir a un otero llamado Říp (a unos 50 km de la actual Praga) que dominaba una gran llanura, dijo: «Esta es la tierra prometida de animales y aves llena, que mana leche y miel», y allí se asentó con su pueblo.
Después de varios años, los hermanos Czech y Rus se volvieron a encontrar en un lugar no muy lejano a Gniezno y la llamaron Poznan (ciudad del encuentro).